# Trioceros affinis
Espèce
Synonymes
- Chamaeleon affinis Rüppell, 1845

Statut de conservation UICN

 LC  : Préoccupation mineure
Statut CITES
Trioceros affinis est une espèce de sauriens de la famille des Chamaeleonidae.

## Répartition
Cette espèce est endémique d'Éthiopie.

## Publication originale
- Rüppell, 1845 : Verzeichnis der in dem Museum der Senckenbergischen naturforschenden Gesellschaft aufgestellten Sammlungen. Dritte Abteilung: Amphibien. Museum Senckenbergianum, vol. 3, n. 3, p. 293-316.